# Course de Thaïlande des voitures de tourisme
La Course de Thaïlande des voitures de tourisme (FIA WTCC Race of Thailand) est une épreuve présente au calendrier du Championnat du monde des voitures de tourisme depuis 2015. L'épreuve a lieu sur le Circuit international de Buriram.

## Palmarès
| Saison | Course   | Pilote           | Constructeur | Circuit                          |
| ------ | -------- | ---------------- | ------------ | -------------------------------- |
| 2015   | Course 1 | José María López | Citroën      | Circuit international de Buriram |
| 2015   | Course 2 | Sébastien Loeb   | Citroën      | Circuit international de Buriram |